# Raison d’être (muzyka)
Raison d’être – solowy projekt szwedzkiego multiinstrumentalisty Petera Anderssona, występującego również pod aliasami: Atomine Elektrine, D:Combe, Grismannen, Necrophorus, Panzar, Svasti-ayanam. Raison d’être wydaje nakładem labeli Cold Meat Industry oraz yantra atmospheres.
Muzyka komponowana przez Raison d’être należy do kręgów ambient, industrial oraz eksperymentów muzycznych.

## Dyskografia
- Après nous le Déluge (1992, Cass)
- Prospectus I (1993, CD, Album)
- The Ring of Isvarah (1994, Cass, C80, Raison d’être (A1 – A7), Svasti-ayanam (B1 – B6)
- Conspectus (1994, Cass)
- Enthralled by the Wind of Loneliness (1994, CD, Album)
- Semblance (1995, Cass)
- Within the Depth of Silence and Phormations (1995, CD, Album)
- Après nous le Déluge (1995, Cass, Re-issue)
- In Sadness, Silence and Solitude (1997, CD, Album, Original Release)
- Reflections from the Time of Opening (1997, CD, Album, Original Release)
- Lost Fragments (1998, CD-R, Limited Edition x100, Original Release)
- Collective Archives (1999, 2xCD, Compilation)
- The Empty Hollow Unfolds (2000, CD, Album)
- Lost Fragments (2002, 2xCD, Album)
- Requiem for Abandoned Souls (2003, CD, Album)
- Reflections from the Time of Opening (2005, CD, Album, Re-issue, Re-mastered)
- Prospectus I (2005, Cass, Re-mixed 1997)
- In Sadness, Silence and Solitude (2006, CD, Album, Re-issue, Re-mastered with extra material)
- Metamorphyses (2006, CD, Album)
- Live Archive 1 (2007, File, FLAC / MP3)
- Live Archive 2 (2007, File, FLAC / MP3)
- Enthralled by the Wind of Loneliness (2007, File, FLAC / MP3, Re-mixed 1995, Re-mastered 2007)
- Après nous le Déluge (2007, File, MP3)
- Live Archive 3 (2008, File, FLAC / MP3)
- The Luminous Experience (Live in Enschede) (2008, CD, Album)
- Spiraal (2009, File, MP3)
- The Stains of The Embodied Sacrifice (2009, CD, Album)
- Live Archive (2010, 3xCD, Album)
- Residuality (2010, File, MP3)

## Wideografia
- Sakral Wounds (1994, VHS)
- Natura Fluxus (Krótkometrażowy film wydany pod prawdziwym nazwiskiem wraz z Larsem Bosma) (2005, DVD-R)